# Sentier du Piton des Neiges
Le sentier du Piton des Neiges est un sentier de randonnée français situé à La Réunion, sur le territoire de la commune de Salazie. Protégé au sein du parc national de La Réunion, il permet d'atteindre le sommet du piton des Neiges, point culminant de l'île. Il est connecté au GR R1 à hauteur de la caverne Dufour et du gîte du Piton des Neiges voisin.